# He Did and He Didn't
He Did and He Didn't er en amerikansk stumfilm fra 1916 af Roscoe Arbuckle.

## Medvirkende
- Roscoe Arbuckle.
- Mabel Normand.
- William Jefferson.
- Al St. John.
- Joe Bordeaux.